# Деятельное раскаяние
Деятельное раскаяние — добровольные действия лица, совершившего преступление, заключающиеся в возмещении или заглаживании вреда, причинённого преступлением, ином устранении или уменьшении его последствий, в информировании правоохранительных органов о факте и обстоятельствах совершения преступления и дальнейшем содействии осуществлению правосудия. Подобные действия в соответствии с уголовным законодательством многих государств влекут смягчение применяемых к лицу мер уголовной ответственности или полное освобождение от уголовной ответственности.

## Природа деятельного раскаяния
Российские учёные выделяют субъективные и объективные признаки деятельного раскаяния. К субъективным признакам относятся мотивы, толкнувшие лицо на совершение действий по устранению вреда, причинённого преступлением, испытываемые им чувства и эмоции. Объективные признаки — это определённые предусмотренные законом действия, составляющие деятельный компонент раскаяния, их результат, причинная связь действий и результата, время и способ совершения действий и др.
Объективные признаки деятельного раскаяния легко поддаются установлению, и обычно именно они закрепляются в законодательстве как условия применения поощрительной нормы. Раскаявшимся может быть признано и лицо, которое не считает свои действия неправильными, однако совершает требуемые законом действия ввиду неотвратимости наказания, желая облегчить свою участь. Теория, напротив, исходит из того, что основанием применения норм о деятельном раскаянии должно служить изменение ценностных установок преступника, осознание им недопустимости своего поведения, следствием чего является снижение общественной опасности его личности.
Ввиду этого институт деятельного раскаяния в законодательстве, как правило, отражает стремление государства уменьшить расходы, связанные с расследованием и рассмотрением дела независимо от того, реально ли раскаяние преступника. Кроме того, он призван стимулировать преступника к возмещению причинённого преступлением ущерба. Отсутствие фактического раскаяния может быть учтено судом при решении вопроса о применении норм о деятельном раскаянии, однако законодательство большинства государств таких требований не содержит.
Так, законодательство большинства стран бывшего СССР, где употребляется термин «деятельное раскаяние», не содержит ни прямых, ни косвенных указаний на субъективные признаки данного обстоятельства; исключением являются УК Туркменистана (ч. 1 ст. 71) и УК Украины (ст. 45), где «раскаяние» лица является обязательным условием освобождения его от ответственности. УК других государств (КНР, Латвии, Польши, Республики Корея, Японии), хотя и предусматривают возможность освобождения лица от ответственности при положительном его постпреступном поведении, понятие «раскаяние» вообще не используют.

## Деятельное раскаяние в уголовном праве стран мира
Институт деятельного раскаяния восходит ещё к Ветхому Завету Библии, где сказано: «Скрывающий свои преступления не будет иметь успеха; а кто сознается и оставляет их, тот будет помилован» (Прит. 28:13).
В общей части уголовного законодательства он закреплён в законодательстве практически всех государств СНГ (кроме Киргизии), Бразилии, КНР, Латвии, Монголии, Польше, Республики Корея, Чехии, Японии. Применительно к отдельным видам преступлений (как правило, это тяжкие преступления против государства и общественной безопасности, например, шпионаж или террористический акт) нормы о деятельном раскаянии встречаются в законодательстве Австрии, Германии, Испании, Италии, Колумбии, Франции, Швейцарии. В основном эти нормы направлены на стимулирование членов групповых преступных формирований к выдаче своих сообщников.
Деятельное раскаяние может выступать как основание полного освобождения от уголовной ответственности, либо как смягчающее ответственность обстоятельство.

### Деятельное раскаяние как основание освобождения от ответственности
Деятельное раскаяние является общим основанием освобождения от уголовной ответственности в государствах СНГ (кроме Киргизии), КНР, Латвии, Монголии, Республике Корея.
Законодательство стран СНГ, как правило, предусматривает освобождение в связи с деятельным раскаянием лица, впервые совершившего преступление небольшой тяжести, которое добровольно явилось с повинной, способствовало раскрытию и расследованию преступления, возместило причинённый ущерб или иным образом загладило вред, причинённый совершением преступления. В большинстве этих государств освобождение оставляется на усмотрение суда. На Украине освобождение является обязательным при условии реального раскаяния лица. В Республике Корея для применения нормы о снижении или полном освобождении от наказания достаточно одной лишь явки с повинной.
В Италии, Латвии и Польше нормы о деятельном раскаянии направлены на борьбу с организованной преступностью. Ч. 3 ст. 58 УК Латвии предусматривает освобождение от ответственности лиц, которые существенно способствовали раскрытию совершённого организованной группой тяжкого или особо тяжкого преступления, при условии, что совершённое самим лицом преступление является менее тяжким. Аналогичные положения имеются в УК Казахстана (ч. 2 ст. 65).
Специальные виды освобождения от ответственности в связи с деятельным раскаянием встречаются в особенной части уголовных кодексов государств СНГ, Австрии, Венгрии, Германии, Испании, Франции. Например, может освобождаться от ответственности лицо, захватившее заложника, если оно добровольно освободит его. По УК Испании (ст. 427) освобождено от ответственности может быть лицо, давшее взятку, сообщившее об этом в компетентные органы в течение 10 дней со дня совершения деяния.

### Деятельное раскаяние как смягчающее обстоятельство
Признание деятельного раскаяния смягчающим ответственность обстоятельством широко распространено в законодательстве стран мира. Оно включено в общий перечень смягчающих обстоятельств в государствах СНГ и Балтии, в таких государствах, как Австрия, Андорра, Бразилия, Гватемала, Гондурас, Дания, Испания, Колумбия, Куба, Лаос, Монголия, Норвегия, Румыния, Сомали, Уругвай, Эфиопия, Япония. Также оно учитывается судами в странах, где законодательство не предусматривает общего перечня смягчающих обстоятельств.
Аналогичную роль деятельное раскаяние может играть и применительно к отдельным составам преступлений. Оно упоминается в особенной части уголовного законодательства Алжира, Бельгии, Болгарии, Венгрии, Германии, Испании, Италии, Колумбии, Макао, Парагвая, Португалии, Сальвадора, Судана, Франции, Швейцарии, Японии и др.
Как правило, специальное смягчение ответственности используется в связи с добровольным освобождением заложников и похищенных людей (Испания и Франция), выдачей сообщников участником преступной организации (Италия), однако встречаются и иные составы. Так, по УК Судана (ст. 169) возможно деятельное раскаяние при разбое, если до применения задержания преступник добровольно откажется от преступных действий и принесёт публичное покаяние.

## Иные институты, схожие с деятельным раскаянием
Деятельное раскаяние по своей природе схоже с добровольным отказом от преступления. Во многих государствах (например, Бразилии, Германии, Италии, Швейцарии) деятельным раскаянием фактически считается добровольный отказ от преступления при оконченном покушении: то есть предотвращение наступления преступных последствий после того, как все необходимые преступные действия были совершены (например, деактивация заложенного взрывного устройства).
В странах англо-американской правовой системы институт деятельного раскаяния практически неизвестен, однако широко используются так называемые «сделки о признании вины», которые представляют собой заключаемое в рамках уголовного процесса соглашение между обвиняемым и обвинителем, предполагающее смягчение наказания в обмен на сотрудничество со следствием.

## Деятельное раскаяние в уголовном праве России
В Уголовном кодексе РФ деятельное раскаяние регламентируется следующим образом:

1. Лицо, впервые совершившее преступление небольшой или средней тяжести, может быть освобождено от уголовной ответственности, если после совершения преступления добровольно явилось с повинной, способствовало раскрытию преступления, возместило причиненный ущерб или иным образом загладило вред, причиненный в результате преступления, и вследствие деятельного раскаяния перестало быть общественно опасным.
2. Лицо, совершившее преступление иной категории, освобождается от уголовной ответственности только в случаях, специально предусмотренных соответствующими статьями Особенной части настоящего Кодекса.
— Ст. 75 УК РФ
Корреспондирующей уголовно-процессуальной нормой является ст. 28 УПК РФ, устанавливающая, что суд, а также следователь с согласия руководителя следственного органа или дознаватель с согласия прокурора вправе прекратить уголовное преследование в отношении лица при условии наличия признаков, предусмотренных ст. 75 Уголовного кодекса РФ.
По общему правилу, лицо может быть освобождено от уголовной ответственности в связи с деятельным раскаянием, если оно совершило преступление небольшой или средней тяжести. К этим категориям относятся все неосторожные преступления и умышленные преступления, за которые предусмотрено наказание не свыше 5 лет лишения свободы.
Помимо этого освобождение от уголовной ответственности в связи с деятельным раскаянием может иметь место в следующих случаях (предусмотренных в примечаниях к соответствующим статьям Особенной части УК РФ):
- Если лицо, совершившее похищение человека, добровольно освободит похищенного (ст. 126 УК РФ).
- Если лицо, впервые совершившее акт торговли людьми (в том числе в отношении 2 и более лиц) добровольно освободит потерпевших и будет способствовать раскрытию совершённого преступления (ст. 127¹ УК РФ).
- Если лицо, совершившее дачу взятки или коммерческий подкуп, добровольно сообщит о них органу, имеющему право возбудить уголовное дело (ст. 204 и 291 УК РФ).
- Если лицо, участвовавшее в подготовке террористического акта своевременным предупреждением органов власти или иным способом способствовало предотвращению его осуществления (ст. 205 УК РФ).
- Если лицо, содействовавшее террористической деятельности, своевременным сообщением органам власти или иным образом способствовало предотвращению или пресечению преступления, которое оно финансировало или совершению которого содействовало (ст. 205¹ УК РФ).
- Если лицо, захватившее заложника, добровольно или по требованию властей освободило его (ст. 206 УК РФ).
- Если лицо, участвовавшее в незаконном вооружённом формировании, добровольно прекратило участие в нём и сдало оружие (ст. 208 УК РФ).
- Если лицо, участвовавшее в преступном сообществе или преступной организации добровольно прекратило такое участие и активно способствовало раскрытию или пресечению деятельности этой организации (ст. 210 УК РФ).
- Если лицо, незаконно изготовившее, приобретшее, хранящее, перевозящее или носящее оружие, его основные части, боеприпасы, взрывчатые вещества, взрывные устройства добровольно сдало эти предметы (ст. 222 УК РФ).
- Если лицо, незаконно изготовившее, приобретшее, хранящее, перевозящее, изготавливающее или перерабатывающее наркотические средства, психотропные вещества или их аналоги добровольно сдало их и активно способствовало раскрытию или пресечению преступлений, связанных с незаконным оборотом этих веществ, изобличению лиц, их совершивших, обнаружению имущества, добытого преступным путём (ст. 228 УК РФ). Например, наркодилер может указать на своего поставщика, поспособствовав тем самым раскрытию более тяжкого преступления и в связи с этим быть освобождён от уголовной ответственности.
- Если лицо, участвовавшее в совершении государственной измены, шпионажа, насильственного захвата или насильственного удержания власти добровольным и своевременным сообщением органам власти или иным образом способствовало предотвращению дальнейшего ущерба интересам Российской Федерации (ст. 275 УК РФ).
- Если лицо, участвовавшее в экстремистском сообществе, общественном или религиозном объединении, либо иной организации, в отношении которых судом принято вступившее в законную силу решение о ликвидации или запрете деятельности в связи с осуществлением экстремистской деятельности, добровольно прекратит такое участие (ст. 282¹ и 282² УК РФ)
- Если свидетель, потерпевший, эксперт, специалист или переводчик, давшие заведомо ложные показания (заключение эксперта или специалиста, неправильный перевод) добровольно в ходе дознания, предварительного следствия или судебного разбирательства до вынесения приговора или решения суда заявили о ложности данных показаний, заключения или заведомо неправильном переводе (ст. 307 УК РФ).
- Если военнослужащий впервые оставил часть или место службы или не явился в срок без уважительных причин на службу, либо впервые совершил дезертирство вследствие стечения тяжёлых обстоятельств (ст. 337 и 338 УК РФ).

Во всех перечисленных случаях лицо не освобождается от ответственности за сопутствующие основному деянию преступления (например, за причинение вреда здоровью похищенного лица).

### Освобождение от уголовной ответственности лиц, совершивших экономические преступления
Большим сходством с деятельным раскаянием обладает существующий в российском праве институт освобождения от уголовной ответственности лиц, совершивших экономические преступления.
Лицо, впервые совершившее преступление, связанное с неуплатой налогов и сборов, либо с неисполнением обязанностей налогового агента (ст. 198—1991 УК РФ), освобождается от уголовной ответственности, если ущерб, причиненный бюджетной системе Российской Федерации в результате преступления, возмещен в полном объёме.
Лицо, впервые совершившее следующие деяния: незаконное предпринимательство без квалифицирующих признаков (ч. 1 ст. 171), производство, приобретение, хранение, перевозка или сбыт немаркированных товаров и продукции без квалифицирующих признаков (ч. 1 ст. 1711), незаконная банковская деятельность без квалифицирующих признаков (ч. 1 ст. 172), незаконное получение государственного целевого кредита, а равно его использование не по прямому назначени (ч. 2 ст. 176), злостное уклонение от погашения кредиторской задолженности (ст. 177), незаконное использование товарного знака или предупредительной маркировки, за исключением совершённых группой лиц по предварительному сговору или организованной группой (ч. 1 и 2 ст. 180), незаконное получение имущества спортсменами, участниками и организаторами соревнований и коммерческих конкурсов, а также иными лицами в целях оказания влияния на результаты данных соревнований или конкурсов (ч. 3 и 4 ст. 184), злоупотребления при эмиссии ценных бумаг без квалифицирующих признаков (ч. 1 ст. 185), злостное уклонение от раскрытия или предоставления информации, определённой законодательством Российской Федерации о ценных бумагах (ст. 1851), нарушение порядка учёта прав на ценные бумаги без квалифицирующих признаков (ч. 1 ст. 1852), манипулирование рынком (ст. 1853), воспрепятствование осуществлению или незаконное ограничение прав владельцев ценных бумаг без квалифицирующих признаков (ч. 1 ст. 1854), невозвращение из-за границы средств в иностранной валюте (ст. 193), уклонение от уплаты таможенных платежей, взимаемых с организации или физического лица без квалифицирующих признаков (ч. 1 ст. 194), неправомерные действия при банкротстве (ст. 195), преднамеренное банкротство (ст. 196), фиктивное банкротство (ст. 197), а также сокрытие денежных средств либо имущества организации или индивидуального предпринимателя, за счет которых должно производиться взыскание налогов и (или) сборов (ст. 199.2), освобождается от уголовной ответственности, если возместило ущерб, причиненный гражданину, организации или государству в результате совершения преступления, и перечислило в федеральный бюджет денежное возмещение в размере пятикратной суммы причиненного ущерба либо перечислило в федеральный бюджет доход, полученный в результате совершения преступления, и денежное возмещение в размере пятикратной суммы дохода, полученного в результате совершения преступления.